# Davidia involucrata

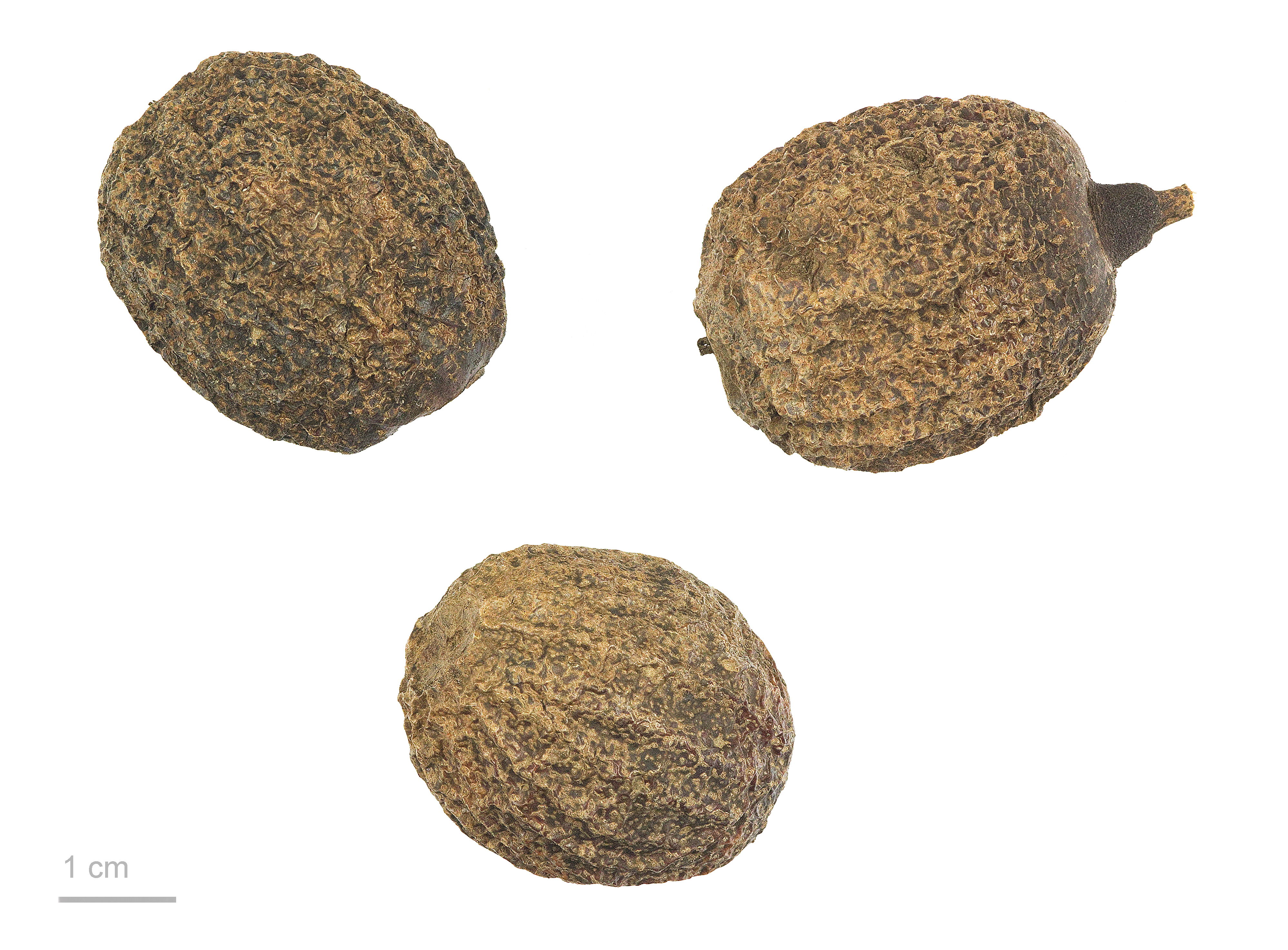
Davidia involucrata

Davidia involucrata és una espècie d'arbre caducifoli normalment ubicat dins la família Nyssaceae, però de vegades inclòs dins la família Cornaceae, i per alguns dins la sevca pròpia família, Davidiaceae. És una planta nativa de la Xina des de Hubei a Gansu, Guizhou, Sichuan i Yunnan.
És una planta ornamental en els jardins. La majoria dels cultivat són de la varietat vilmoriniana, ben adaptada a les condicions climàtiques d'occident.

## Taxonomia
D. involucrata ésl'únic membre del seu gènere (gènere monotípic) i té dues varietats que difereixen per les seves fulles, D. involucrata var. involucrata i D. involucrata var. vilmoriniana. Alguns botànics les tracten com espècies diferents donat que difereixen pel nombre de cromosomes.

## Descripció
Arbre que arriba a fer 25 m d'alt amb fulles semblants a les del til·ler però asimètriques
L'epítet específic llatí involucrata significa "amb un anell de bràctees envoltant les flors".
El fruit és una nou molt dura d'uns 3 cm de llarg

## Història
El gènere Davidia rep el nom del Pare Armand David (1826–1900), que el va descriure l'any 1869.

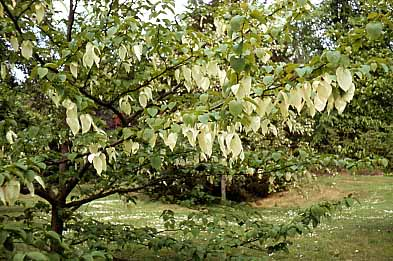
arbre jove florit
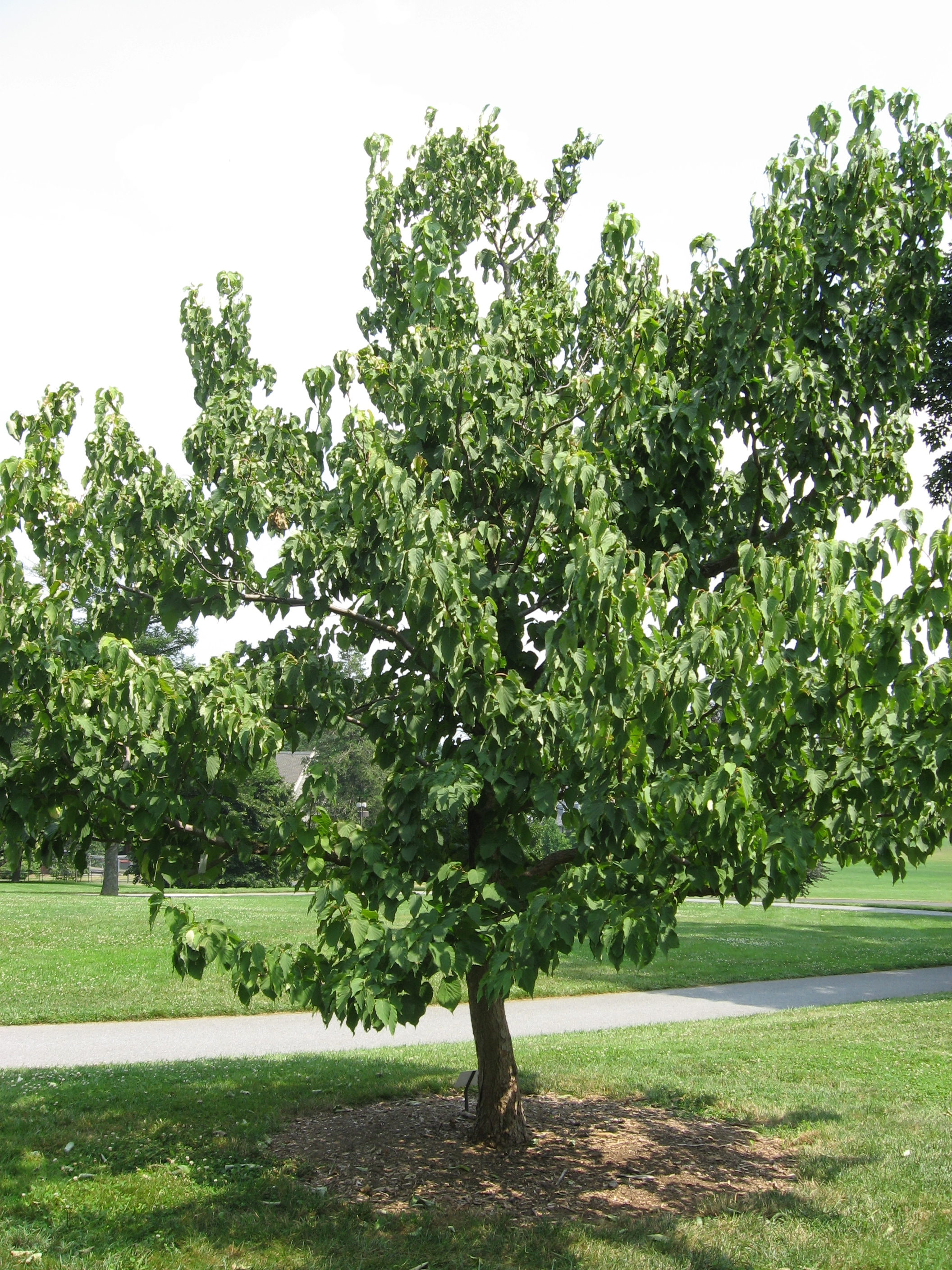
forma
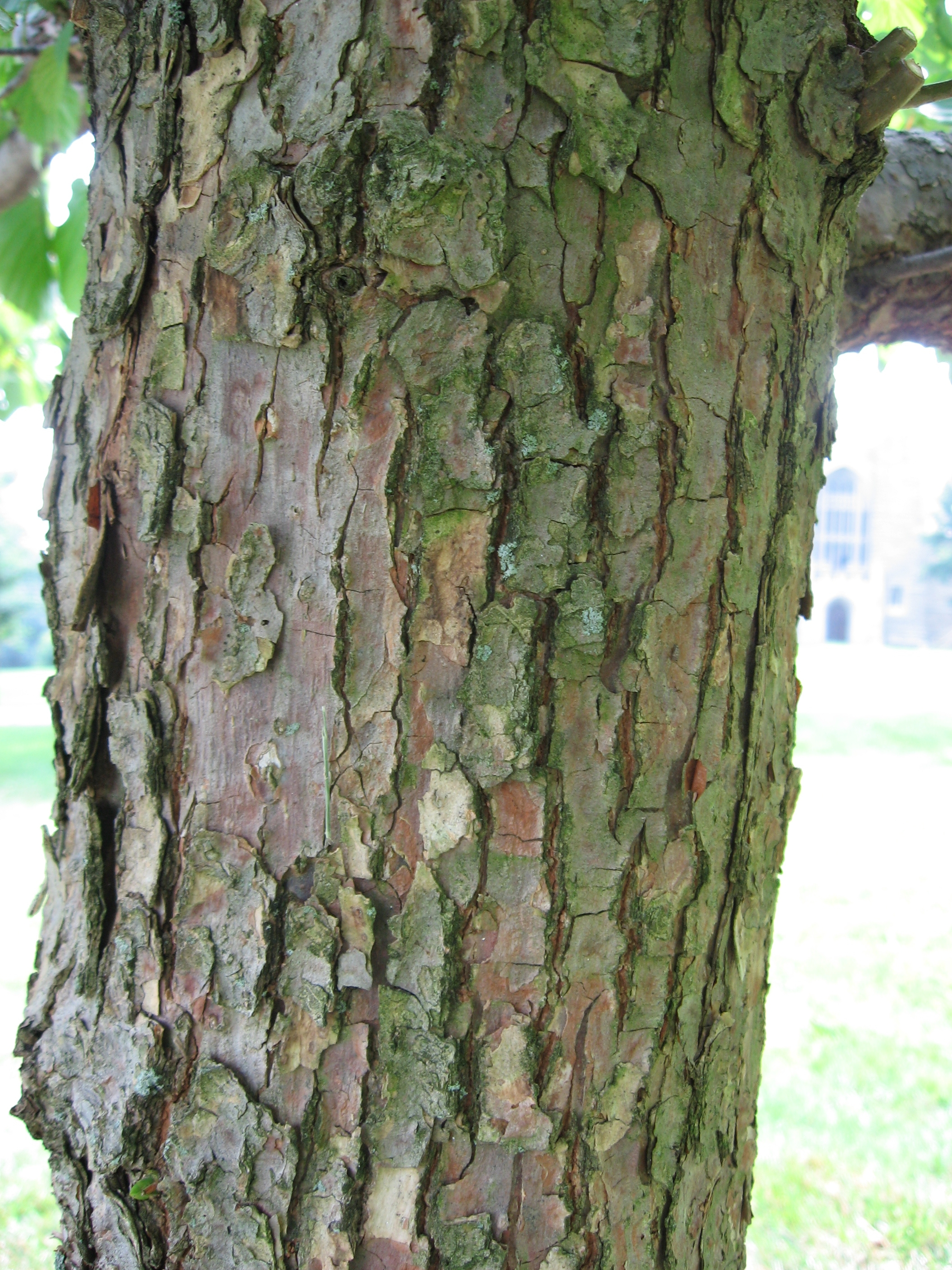
escorça
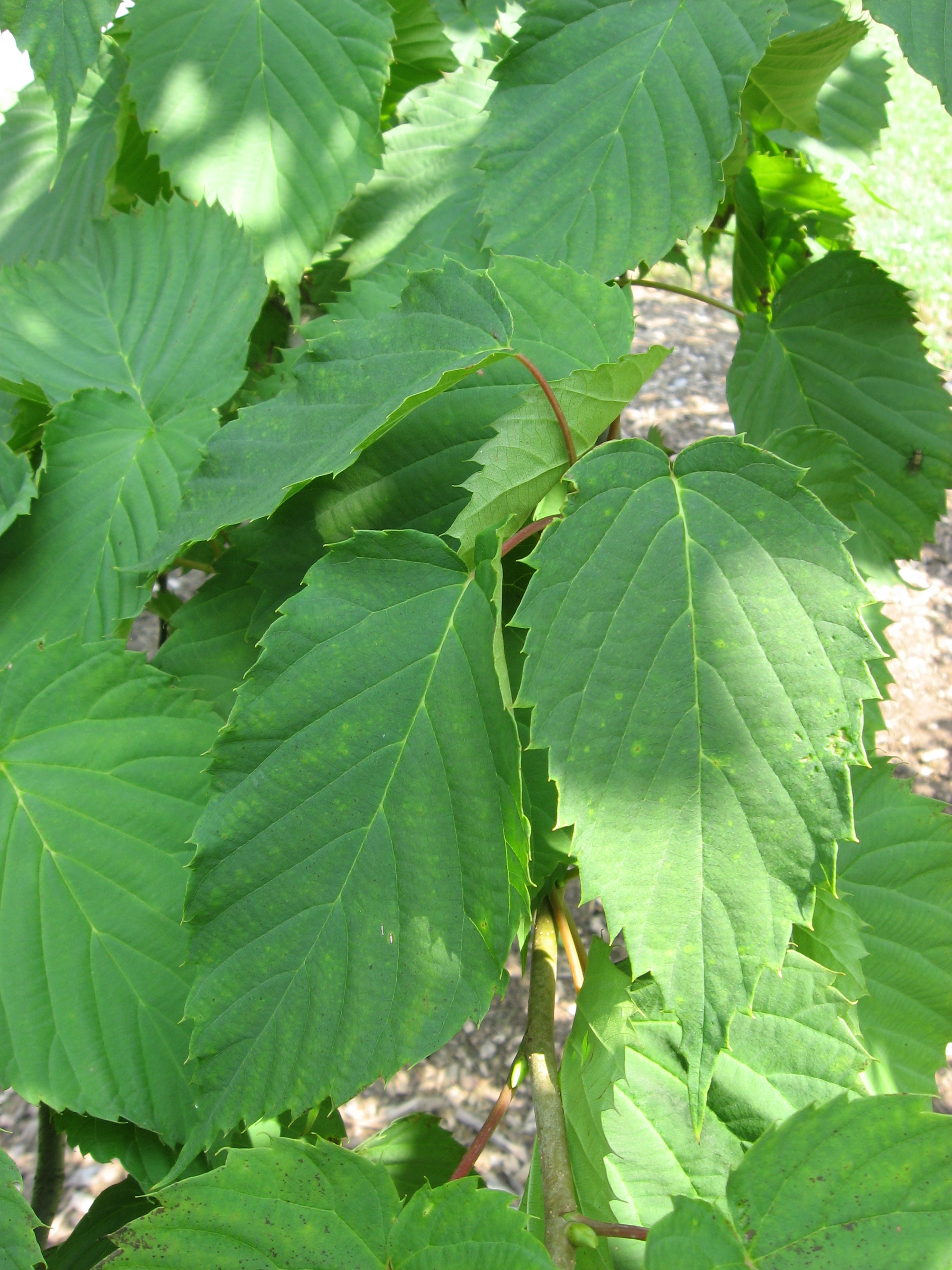
fulles

## Fòssils
El 2009, B. I. Pavlyutkin va descriure fòssils del Miocè a l'est de Rússia Primorsky i els va assignar a noves espècies dins el gènere Davidia.
Aquest arbre va guanyar el premi de la Royal Horticultural Society, Award of Garden Merit.